# Christian Camargo

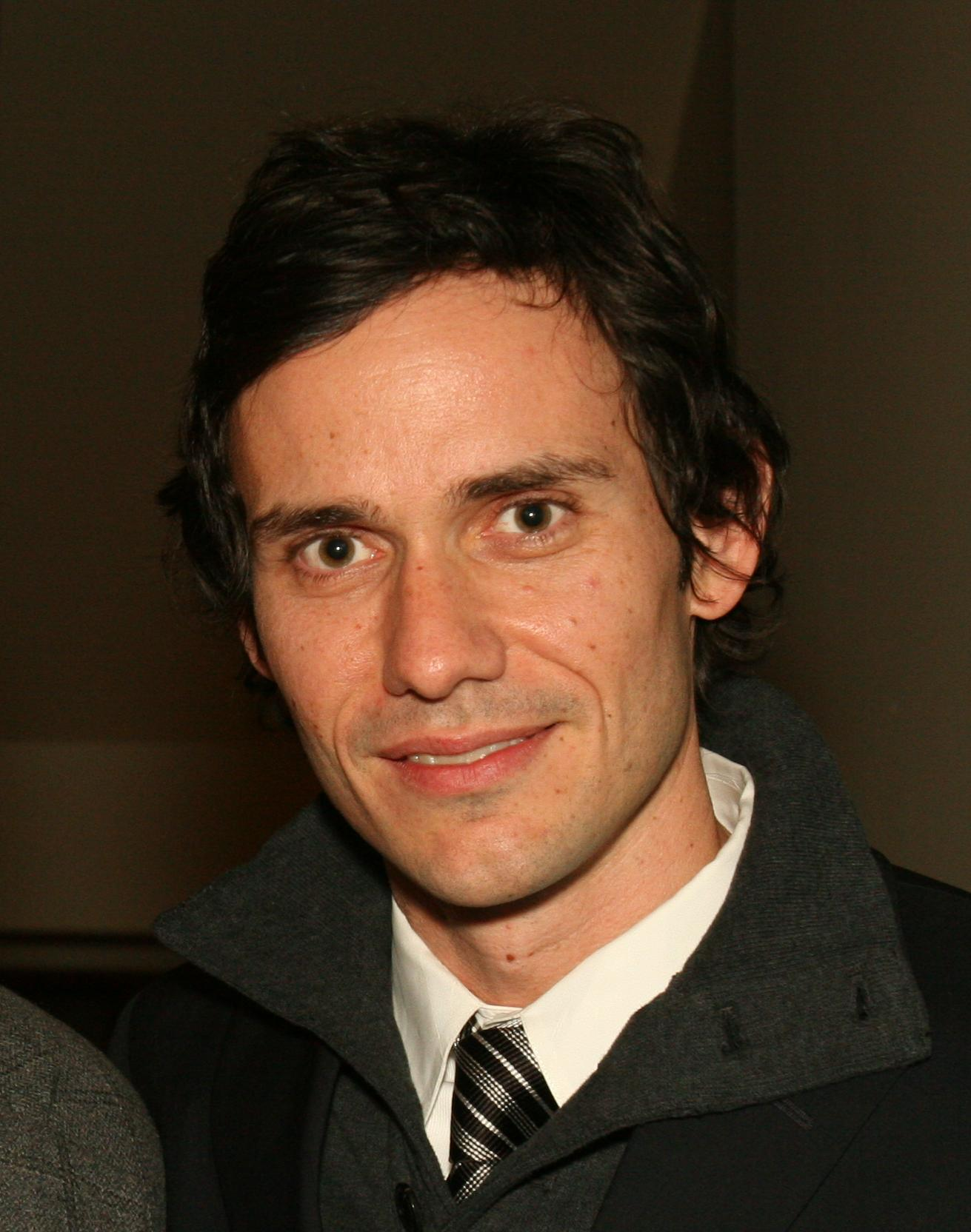
Christian Camargo (2008)

Christian Camargo (eigentlich Christian Minnick; * 7. Juli 1971 in New York City, New York) ist ein US-amerikanischer Schauspieler, der durch die Rolle des Rudy Cooper/Brian Moser in der Fernsehserie Dexter bekannt ist.

## Leben
Christian Camargo ist der Sohn der früheren Soap-Opera-Darstellerin Victoria Wyndham und der Enkelsohn des Schauspielers Ralph Camargo. 1992 schloss er das Hobart College in Geneva, New York, ab und wurde Programmdirektor eines regionalen Radiosenders. Camargo beendete seine Ausbildung an der Juilliard School of Drama und erhielt eine Rolle in der Broadway-Produktion Skylight von David Hare. Nach diesem Engagement ging er nach England und trat dem Globe Theatre von William Shakespeare in Southbank, London, bei.
Nach einigen Engagements in New Yorker Theaterproduktionen wie Steve Martins Underpants oder Kit Marlowe beim Public Theatre spielte Christian Camargo an der Seite von Dianne Wiest, John Lithgow und Katie Holmes in Arthur Millers Stück All My Sons.
Neben seinen Rollen in Theaterstücken spielte er auch Rollen in Fernsehserien und Kinofilmen. Einem breiten Publikum wurde er durch die wiederkehrende Rolle des Rudy Cooper in der ersten Staffel der Fernsehserie Dexter (2006–2007) bekannt.
Er ist außerdem Crewmitglied von Fast Ashley’s, einem Autohändler-Unternehmen, das auf das Aufspüren und Verkaufen besonders seltener Autos für Millionäre oder Film- und Rockstars spezialisiert ist. Christians Rolle in der Crew ist vorrangig der Kontakt zu den Kunden. Der Alltag der Crew von Fast Ashley’s wird in der MTV Reality Show Fast Inc. gezeigt.
Ab 2019 spielte er eine größere Nebenrolle in der Serie See – Reich der Blinden.

## Filmografie (Auswahl)
- 1998: Springfield Story (Fernsehserie)
- 1999: Picture This
- 1999: Plunkett & Macleane
- 1999: Destiny – Einmal ganz oben stehen (Harlem Aria)
- 1999: Story of a Bad Boy
- 2001: Lip Service
- 2001: Double Bang
- 2002: K-19 – Showdown in der Tiefe (K-19: The Widowmaker)
- 2002: Presidio Med (Fernsehserie)
- 2002: For the people (Fernsehserie)
- 2003: Boomtown (Fernsehserie)
- 2003: Without a Trace – Spurlos verschwunden (Without a Trace, Fernsehserie)
- 2003: CSI: Den Tätern auf der Spur (CSI: Crime Scene Investigation, Fernsehserie)
- 2004: Karen Sisco
- 2005: Welcome to California
- 2005: Ghost Whisperer – Stimmen aus dem Jenseits (Ghost Whisperer, Fernsehserie)
- 2005: Wanted
- 2006: Find Love
- 2006: The Cry
- 2006: Henry May Long
- 2006, 2011: Dexter (Fernsehserie)
- 2007: Das Bildnis des Dorian Gray (The Picture of Dorian Gray)
- 2007: Das Vermächtnis des geheimen Buches (National Treasure: Book of Secrets)
- 2009: Happy Tears
- 2009: Tödliches Kommando – The Hurt Locker (The Hurt Locker)
- 2010: Numbers – Die Logik des Verbrechens (NUMB3RS, Fernsehserie)
- 2011: Medium – Nichts bleibt verborgen (Fernsehserie, 7x12: Müttermorde)
- 2011: The Mentalist (Fernsehserie)
- 2011: Breaking Dawn – Biss zum Ende der Nacht, Teil 1 (The Twilight Saga: Breaking Dawn – Part 1)
- 2012: Breaking Dawn – Biss zum Ende der Nacht, Teil 2 (The Twilight Saga: Breaking Dawn – Part 2)
- 2013: Europa Report
- 2013: Haven (Fernsehserie)
- 2014: Elementary (Fernsehserie, Staffel 3, Folge 7 als Chris Santos)
- 2015: House of Cards (Fernsehserie)
- 2016: Penny Dreadful (Fernsehserie)
- 2018: The City & The City (Fernsehserie, 4 Folgen)
- 2019–2022: See – Reich der Blinden (See, Fernsehserie)